# 2013年4月逝世人物列表
2013年逝世人物列表：1月 - 2月 - 3月 - 4月 - 5月 - 6月 - 7月 - 8月 - 9月 - 10月 - 11月 - 12月
2013年4月逝世人物列表，是用于汇总2013年4月期间逝世人物的列表。

## 依日期排序

### 1日
- 陈招娣，58岁，中国女子排球运动员，中国国家女子排球队五次获得世界冠军的主力队员；曾任解放军总政治部宣传部副部长，少将军衔，死於直肠类癌。[1]
- 尼古拉·马丁内斯库（羅馬尼亞語：Nicolae Martinescu），73岁，罗马尼亚男子摔跤运动员，奥运会冠军。[2]
- 摩西·布拉（英語：Moses Blah），65岁，利比里亚第23任总统。[3]

### 2日
- 杰斯·佛朗哥（西班牙語：Jesús Franco），82岁，西班牙电影导演、编剧、摄像及演员。[4]

### 3日
- 張彭，31歲，中國足球員，死於心臟病。[5]
- 露丝·鲍尔·贾华拉（Ruth Prawer Jhabvala），85岁，德国裔英国和美国女作家，死於肺衰竭。[6]
- 曾禮，61歲，南方周末審讀員（2010-2013年），曾於2013年《南方周末》新年特刊被删改事件發表文章。[7][8][9]
- 邱亞才，67歲, 畫家,散文,小說家。病逝。 [10]

### 4日
- 罗杰·埃伯特（英語：Roger Ebert），70岁，美国影评人、剧本作家，普利策奖获得者，死於甲状腺癌。[11]
- 卡迈恩·因凡蒂诺（Carmine Infantino），87岁，美国漫画家、编辑，代表作有《闪电侠》。[12][13]
- 孙家孟，79岁，中国西班牙语翻译家。[14][15]
- 山口升（日語：ヤマグチノボル），41岁，日本轻小说作家、游戏剧本作家，代表作为《零之使魔》，死於癌症。[16]
- 白介夫，92岁，中华人民共和国政治人物，曾任北京市政协主席。[17]

### 5日
- 比加斯·卢纳（西班牙語：Bigas Luna），67岁，西班牙电影导演、编剧，死於癌症。[18]
- 陶涛，95岁，中华人民共和国女性政治人物，曾任化学工业部副部长。[19]

### 6日
- 李德葆，77岁，中国学者、政治人物，曾任浙江农业大学教授、校长，浙江省人大常委会副主任、副省长。[20][21]

### 7日
- 莉莉·普历兹（英語：Lilly Pulitzer），81歲，美國時尚設計師。聯合新聞網（页面存档备份，存于）
- 莱斯·布兰克（英語：Les Blank），77岁，美国纪录片导演，死於膀胱癌。[22][23]

### 8日
- ，87歲，英國首相（1979年─1990年）、保守黨黨魁（1975年─1990年），死於中風。[24]
- 马蒂·布雷克（英語：Marty Blake），86岁，NBA“球探教父”，发掘出马龙、皮蓬等著名球星。[25]
- 薩拉·蒙鐵爾（西班牙語：Sara Montiel）, 85歲, 西班牙電影女演員. 病逝.[26]

### 9日
- 赵无极，93歲，法国华裔抽象画家。[27]
- 保罗·索莱里（義大利語：Paolo Soleri），93岁，意大利裔美国建筑师。[28]
- 章明，90岁，中华人民共和国女性政治人物，曾任民政部副部长。[29]
- 何塞·路易斯·桑佩德罗（西班牙語：José Luis Sampedro），96岁，西班牙经济学家和作家。[30]

### 10日
- 羅伯特·G·愛德華茲爵士（英語：Sir Robert G. Edwards），87歲，英國生理學家，生殖醫學先驅，憑藉「開發體外受精技術」成就獲2010年諾貝爾生理學或醫學獎。[31]
- 白英杰，黑龙江籍相声表演艺术家、国家一级演员，享年72岁。[32]
- 雷蒙·布东（法語：Raymond Boudon），79岁，法国社会学家。[33][34]
- 席德华，80岁，中华人民共和国政治人物，曾任国务院副秘书长。[35]

### 11日
- 乔纳森·温特斯（英語：Jonathan Winters），87歲，美國喜劇大師，曾為《藍精靈3D》中的精靈爸爸擔任配音員。 揚子晚報（页面存档备份，存于）
- 安格拉·福格特（德語：Angela Voigt），61岁，东德女子田径运动员，曾获1976年夏季奥林匹克运动会跳远金牌。[36][37]
- 希拉里·科普罗夫斯基（波蘭語：Hilary Koprowski），96岁，波兰裔犹太人，美国病毒学家，研发脊髓灰质炎疫苗的先驱科学家，死於肺炎。[38]
- 克洛林多·特斯塔（西班牙語：Clorindo Testa），89岁，意大利裔阿根廷建筑师、艺术家。[39]

### 12日
- 郭芝苑，92歲，台灣苗栗縣苑裡鎮出身國寶級台語音樂作曲家，大腸癌病逝[40]。
- 罗伯特·伯恩（英語：Robert Byrne），84岁，美国国际象棋大师。[41]

### 13日
- 林洋港，86歲，中華民國政治人物，前中華民國司法院院長、內政部部長、行政院副院長、總統府資政、台北市長及南投縣長, 腸阻塞。[42]

### 14日
- 三国连太郎（日語：三國 連太郎），本名佐藤政雄，90岁，日本电影演员、随笔家，主要电影作品有《善魔》、《饥饿海峡》、《野性的证明》、《遥远的旅程》、《儿子》等，日本著名男演員佐藤浩市的生父，突发性心脏病。[43]
- 科林·戴维斯爵士（英語：Sir Colin Rex Davis），86岁，英国指挥家。[44]
- 程荣斌，83岁，中国法学家。[45][46]
- 下條進一郎（日語：下条進一郎），93歲, 前日本自由民主黨籍參議院議員，海部俊樹出任首相時曾出任厚生勞動大臣，年老逝世。[47]

### 15日
- 波士頓馬拉松爆炸案罹難者：
  - 馬丁·李察（Martin Richard），8歲。[48]
  - 克麗絲朵·康貝兒（Krystle M. Campbell），29歲。[48]
  - 吕令子，23歲。[49]
- 花比傲（Fabio Carli），62岁，意大利作曲家，曾赴港台發展，與羅大佑合作，癌症逝世。[50]

### 16日
- 阿里·卡菲（阿拉伯語：علي حسين كافي），84岁，曾任阿尔及利亚总统。[51]
- 黄洋，28岁，中国复旦大学2010级医学院在读研究生，疑遭室友投毒而死。[52]
- 佩德罗·拉米雷斯·巴斯克斯（西班牙語：Pedro Ramírez Vázquez），94岁，墨西哥建筑师，国际奥委会成员。[53]
- 谭竹洲，78岁，原中国化学工业部副部长，病逝于北京。[54]

### 17日
- 陳僖儀，26岁，香港女歌手，車禍喪生。[55]
- 卡洛斯·达格拉萨（葡萄牙語：Carlos da Graça），82岁，圣多美和普林西比民主共和国政治人物，曾于1994年至1995年任总理。[56]
- 王世强，60岁，中国金融人物，中国建投原监事长。[57]

### 18日
- 田涛，64岁，中國法学家，突发心肌梗塞去世[58]。
- 席恩·柯里爾（英語：Sean Collier），26歲，麻省理工學院校警，疑似遭波士頓馬拉松爆炸案主嫌槍擊身亡。中央社[]
- 艾倫·伍德（英語：Alan Wood），90歲，二戰美國老兵，提供美國國旗給美軍士兵在硫磺島豎起國旗。中央社

### 19日
- 台灣死刑犯槍決，紀俊毅、李嘉軒、陳東榮、陳瑞欽、林金德、張胞輝。[59]
- 塔默蘭·查納耶夫，26歲，車臣人，與胞弟乔卡·沙尼耶夫（Dzhokhar A. Tsarnaev）被警方列為波士頓馬拉松爆炸案及麻省理工學院槍擊案嫌疑人，遭開槍擊斃。[60]
- 蔡振貴，100歲，花蓮炸蛋蔥油餅創始人[61]
- 方斯华·贾克柏（法語：François Jacob），92岁，法国犹太裔生物学家，曾获1965年诺贝尔生理学或医学奖。[62]
- 艾伦·阿伯斯（英語：Allan Arbus），95岁，美国演员。[63]
- 凯尼斯·阿佩尔（英語：Kenneth Appel），80岁，美国数学家，曾给出四色定理的完全证明，死於食道癌。[64]

### 20日
- 黄文永，60岁，新加坡資深藝人，代表作品为《雾锁南洋》，死於淋巴癌[65]
- 净慧长老，81岁，中国佛教人物，中国佛教协会副会长。[66]

### 21日
- 夏琨塔拉·戴維（Shakuntala Devi），84歲，印度女性心算專家、占星家暨小說家。[67]
- 劉達，102歲, 副軍職離休干部、蘭州軍區原后勤部衛生部副部長。病逝。 [68]

### 22日
- 梁雄姬，積閏享壽66歲，香港慈善家，何東爵士外曾孫女，香港中文大學新亞書院校董會副主席。[69]
- 程乃珊，67岁，中国女作家。[70]
- 李经纬，74岁，中國大陸企業家、健力宝集团有限公司前董事长兼总经理。[71]
- 匣咲伊砂（日語：匣咲いすか）（訃聞發佈），27歲，日本漫畫家，《芋蟲CATERPILLAR》作者。[72]

### 23日
- 劉汝賢，97歲，濟南軍區原后勤部顧問（副兵團職待遇），1955年被授予大校軍銜。病逝。 [73]
- 穆罕默德·奥马尔，53岁，阿富汗塔利班组织领导人，病逝。（可能死亡日期）[74]

### 24日
- 倪志福，79岁，中国政治人物，中国共产党第十届中央政治局候补委员，第十一届、十二届中央政治局委员，第七届、八届全国人民代表大会常务委员会副委员长，中华全国总工会原主席。[75]

### 25日
- 王永寿，原中国石化上海石油化工股份有限公司独立非执行董事。[76]
- 田端義夫，94歲，日本演歌歌手、軍歌歌手，肺癌病逝。

### 26日
- 日本死刑犯處決：濱崎勝次、宮城吉英（皆曾為指定暴力團山口組成員）。台灣蘋果日報（页面存档备份，存于）
- 乔治·琼斯（英語：George Jones），81歲，美國鄉村歌手。路透社（页面存档备份，存于）

### 27日
- 金鲁贤，97岁，中华人民共和国天主教上海教区助理主教，死於胰腺癌。[77]
- 佐野洋（日語：佐野 洋），84岁，日本推理小說作家，死於肺炎。[78]

### 28日
- 巴楊貞，101歲，中華民國藝人-巴戈的母親。[79]
- 亚诺什·斯塔克（匈牙利語：Starker János），88岁，匈牙利裔美国人，大提琴家。[80]
- 安岗，95岁，《人民日报》原副总编辑。病逝于海南省。[81]

### 29日
- 牧伸二（日語：牧伸二），78歲，日本漫谈家，跳河自殺身亡。[82]

### 30日
- 陳若儂，97歲，中國國學大師饒宗頤妻子。家中病逝。[83]